# Albizia burmanica
Albizia burmanica är en ärtväxtart som beskrevs av Ivan Christian Nielsen. Albizia burmanica ingår i släktet Albizia och familjen ärtväxter. Inga underarter finns listade i Catalogue of Life.